# Gabriel Soto
Gabriel Soto, właśc. Gabriel Soto Borja-Díaz (ur. 17 kwietnia 1975 w mieście Meksyk) – meksykański aktor.

## Życiorys

### Wczesne lata
Urodził się i wychował w mieście Meksyk. W okresie jego dzieciństwa, jego matka Elisa Díaz Lombardo popełniała samobójstwo, a ojciec, Francisco Soto-Borja Anda, wciągnięty był do kilku nieprawych interesów. Mimo to najlepszy przyjaciel matki dbał o niego, lecz zmarł. Jako dziecko często podróżował, mieszkając i studiując zarówno w McAllen w Teksasie, jak i w Dublinie w Irlandii. Pobyt w Dublinie pozwolił mu odwiedzić Rzym, Włochy i papieża Jana Pawła II. Podczas nauki w Edron Academy w mieście Meksyk otrzymał stypendium. Następnie podjął studia na wydziale ekonomii na Uniwersytecie Harvarda w Cambridge. Studiował w Centrum Edukacji Artystycznej (CEA) Televisy.

### Kariera
Dorabiał jako model (186 cm wzrostu) reklamujący wyroby takich światowej sławy projektantów mody jak Armani, Tommy Hilfiger, Versace i Hugo Boss. W 1996 otrzymał tytuł El Modelo Mexico i reprezentował swoje miasto na wyborach Mister World. Rok potem rozpoczął karierę aktorską na małym ekranie w telenoweli Moja młoda Isabel (Mi Querida Isabel, 1997) oraz przyłączył się do boysbandu Kairo, w którym początkowo występował Eduardo Verástegui (porzucił grupę dla kariery aktorskiej), Jean Paul Forat Morales, Francisco Carlos Zorrilla González (były członek zespołu Tierra Cero), Paulo César Quevedo de la Vega i Roberto Assad Martínez. Z Kairo nagrał dwa albumy – Libres (1997) i Pasiones (1998), które odniosły sukcesy w Ameryce Łacińskiej.
Uczestniczył w kampaniach reklamowych gumy do żucia Trident, produktach Air Toner i katalogu Kazzan & Terra. Był na okładkach „Men’s Health”, „Health & Fitness”, „People”, „¡Hola!”, „Escena” i „TvyNovelas”, a także był nową twarzą produktów Definite i NeoSkin. Popularność przyniosły mu role w telenowelach produkcji Televisa: Ścieżki miłości (Las Vías del amor, 2002), Przyjaciółki i rywalki (Amigas y Rivales, 2001), Serce z kamienia (Mujer de Madera, 2004), Potęga miłości (Mi destino eres tú, 2004), Zaklęta miłość (Sortilegio 2009) oraz najnowsza pierwszoplanowa rola Rodriga w telenoweli Ukryta miłość (Un Refugio para el amor, 2012).
W 2004 wziął udział w reality show Big Brother VIP: México. W 2005 wystąpił w hiszpańskim programie Bailando Por Un Sueño (Taniec z gwiazdami), gdzie zajął 5. miejsce. W duecie z Zurią Vegą był prezenterem gali wręczenia nagród Latin Grammy Awards 2012. W 2010 na scenie zagrał Fernando Alanísa w spektaklu Sortilegio, el show z Juliánem Gilem, Jacqueline Bracamontes i Davidem Zepedą. W latach 2016–2017 i 2022 występował na scenie jako Jorge w przedstawieniu ¿Por qué los hombres aman a las cabronas?.

## Życie prywatne
W maju 2008 związał się z aktorką Géraldine Bazán, z którą 13 lutego 2016 zawarł związek małżeński. Mają dwie córki: Elisę Marie (ur. 17 lutego 2009) i Alexę Mirandę (ur. 19 lutego 2014). 7 marca 2018 doszło do rozwodu.

## Wybrana filmografia
- 1997: Moja młoda Isabel (Mi Querida Isabel) jako Juan
- 1999: Alma rebelde jako Vladimir
- 2000: Mała księżniczka (Carita de ángel) jako Rogelio Alvarado Gamboa
- 2000: Potęga miłości (Mi destino eres tú) jako Nicolás
- 2001: Przyjaciółki i rywalki (Amigas y rivales) jako Ulises Barrientos 'El Feo'
- 2002: Ścieżki miłości (Las Vías del amor) jako Adolfo Lascuráin / Nicolás Quesada Barragán
- 2004: Serce z kamienia (Mujer de Madera) jako Carlos Gómez
- 2006: La verdad oculta jako David Genovés Ordóñez
- 2007: Bajo las riendas del amor jako Juan José Álvarez
- 2008: Rywalka od serca (Querida enemiga) jako Alonso Ugarte Solano
- 2009: Zaklęta miłość (Sortilegio) jako Fernando Alanís
- 2011: Miłość i przeznaczenie (La fuerza del destino) jako Camilo Galván
- 2012: Ukryta miłość (Un refugio para el amor) jako Rodrigo Torreslanda
- 2013: Libre para Amarte (Libre para amarte) jako Enrique del Pino
- 2014: Qué Pobres tan Ricos w roli samego siebie
- 2014-2015: Yo no creo en los hombres (Nie wierzę w mężczyzn) jako Maximiliano Bustamente
- 2015: Antes muerta que Lichita jako Santiago de la Vega
- 2016: Vino el amor jako David Robles
- 2018-2019: Mi marido tiene familia (drugi sezon) jako Ernesto „Neto” Rey

## Nagrody
| Rok  | Nagroda                     | Kategoria                            | Tytuł                     |
| ---- | --------------------------- | ------------------------------------ | ------------------------- |
| 2002 | Premios Los Favoritos       | Najlepszy młody aktor                | –                         |
| 2002 | Premios TVyNovelas (Meksyk) | Najlepszy nowicjusz                  | Przyjaciółki i rywalki    |
| 2013 | Premios TVyNovelas (Meksyk) | Ulubiona para z Zurią Vegą           | Ukryta miłość             |
| 2013 | Premios TVyNovelas (Meksyk) | Ulubiony pocałunek z Zurią Vegą      | Ukryta miłość             |
| 2015 | Premios TVyNovelas (Meksyk) | Najprzystojniejszy facet             | Yo no creo en los hombres |
| 2015 | Premios TVyNovelas (Meksyk) | Ulubiona para z Adrianą Louvier      | Yo no creo en los hombres |
| 2015 | Premios TVyNovelas (Meksyk) | Ulubiony pocałunek z Adrianą Louvier | Yo no creo en los hombres |
| 2015 | Premios Bravo               | Najlepszy aktor                      | Yo no creo en los hombres |
| 2016 | Premios Ace                 | Najlepszy aktor                      | Yo no creo en los hombres |
| 2023 | Premios Juventud            | Ulubiony aktor                       | –                         |